# Дагонвил
Дагонвил (фр. Dagonville) насеље је и општина у североисточној Француској у региону Лорена, у департману Меза која припада префектури Комерси.
По подацима из 2011. године у општини је живело 82 становника, а густина насељености је износила 6,3 становника/km². Општина се простире на површини од 13,01 km². Налази се на средњој надморској висини од 300 метара (максималној 387 m, а минималној 284 m).

## Демографија
| 1962. | 1968. | 1975. | 1982. | 1990. | 1999. | 2011. |
| ----- | ----- | ----- | ----- | ----- | ----- | ----- |
| 85    | 106   | 94    | 91    | 85    | 77    | 82    |

График промене броја становника у току последњих година